# Nagyszámítógép
A nagyszámítógép, (angol kifejezéssel: mainframe, szakmai körökben elterjedt kifejezéssel nagygép vagy nagy vas) azokat a nagy és „drága”, nagy teljesítményű számítógépeket jelenti, amelyeket főleg kormányzati intézmények, nagyvállalatok és bankok használnak az üzletileg kritikus alkalmazásaik futtatására. Általában nagy mennyiségű adat kezelésére, tárolására képesek, amelyeket a statisztika, a nyilvántartások, ERP-rendszerek és a pénzügyi tranzakciófeldolgozási folyamatok igényelnek.
A kifejezés a korai 1970-es évekből ered, amikor kisebb, kevésbé komplex számítógépek kerültek piacra (például a DEC PDP–8 és a PDP–11 sorozat) amelyek kisgépek vagy minik neveken lettek közismertek. Az ipari, banki, kormányzati felhasználók a fizikai valójukban is ténylegesen nagy gépeket, a „számítógépeket” kezdték nagyszámítógépként emlegetni.

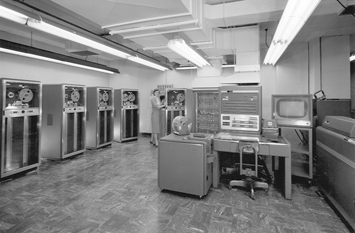
Az IBM 704 nagyszámítógép 1964-ből

## Meghatározás
A modern nagyszámítógépek számítási teljesítményük, kiemelt minőségi követelményeknek való megfelelésük, bizonyított üzembiztosságuk, magas szintű biztonságuk, a hozzájuk tartozó magas szintű szervizszolgáltatások és végül a régebbi szoftverekre biztosított, úgynevezett visszafelé kompatibilitás miatt alkotnak külön kategóriát. A nagyszámítógépek képesek több éven keresztül kikapcsolás nélkül működni, miközben a megfelelő karbantartás is biztosított. A megbízható működésen túl a gyártók még speciális készenléti, illetve csereszolgáltatásokat is nyújtanak (cseregép vagy megfelelő helyszín és környezet) az esetleges meghibásodás idejére, lehetőleg úgy, hogy a végfelhasználók ezt ne vagy alig érzékeljék.
A nagyszámítógépek robusztus felépítésük, megbízhatóságuk miatt jóformán „örök életűek”, ezért futtathatnak rajtuk olyan alkalmazásokat, amelyek kiesése katasztrofális következményeket vonna maga után. A szokásos marketingkifejezés, a „RAS” (Reliability – megbízhatóság, Availability – rendelkezésre állás, Serviceability – használhatóság) itt valóság, ami a robusztus kivitelből és architektúrából következik, és gyakran érv a nagyszámítógép(ek) valamilyen kevésbé drága típussal való helyettesítése ellen.
A nagyszámítógépek gyakran ezres nagyságrendű egyidejű végfelhasználót szolgálnak ki, buta terminálokon vagy terminálemulátorokon keresztül. A korai nagyszámítógépek többnyire időosztásos módban szolgálták ki a végfelhasználókat, vagy kötegelt, úgynevezett batch módban dolgoztak, amikor a felhasználók nem voltak közvetlen kapcsolatban a nagyszámítógéppel, csak a futás eredményeit kapták meg. Gyakran a két mód párhuzamosan is működött, amikor a kötegelt feladatokra az időosztásos mód „maradék” idejét fordították. Ezeknél a korai nagyszámítógépeknél a kiszolgáló- és karbantartószolgáltatások folyamatos biztosítása mellett különös gondot fordítottak a szünetmentes energiaellátásra, a klimatizált működési környezet biztosítására és egyes modelleknél a vízhűtésre. A mai nagyszámítógépek szolgáltatásai már többféle felhasználói interfészen keresztül érhetők el, ideértve a Webet is. Az úgynevezett blade szerverek és rack szerverek a régebbi nagyszámítógépekhez hasonlóan újra különleges hűtési megoldásokat igényelnek és egyre több helyet foglalnak el az adatközpontokban.

## Kapcsolat a piaccal
Csaknem az összes nagyszámítógép képes több operációs rendszer futtatására (angol kifejezéssel: hostolására), és így képes többszörös virtuális gépként is működni. Ez a tulajdonság, hogy egy gép helyettesíteni tud tucatnyi vagy esetleg néhány száz kisebb szervert, csökkenteni tudja a menedzsment- és adminisztratív költségeket, valamint sokkal inkább kielégíti a skálázhatóságra (a feladatnak megfelelő méretnagyságra) és megbízhatóságra vonatkozó követelményeket. A megbízhatóság növelhető, mivel a hardver önmagában is redundánsan tervezett, a skálázhatóság pedig a virtuális gépek közötti erőforrások átszervezésével, megosztásával biztosítható, a teljes kapacitás kihasználása mellett. A nagyszámítógépeken a rendszer kapacitása a többi futó alkalmazást nem befolyásolva, azonnal és megfelelő mértékben szabályozható – az IBM marketingje találóan „igény szerinti számítógépnek” nevezi a nagyszámítógépeket. A modern, mai nagyszámítógépek, főként az IBM nagyszámítógép, a zSeries és a System z9 szerverek a kapacitásokhoz való hozzáférésnek legalább három látszólagos szintjét biztosítják: logikai partíciók (LPAR-ok, a PR/SM-eken keresztül), virtuális gépek (például a z/VM segítségével) és a védett és virtuális címzési mechanizmus és terhelésmegosztás az operációs rendszer, a z/OS, támogatásával. Együttesen ezek a „virtualizált” technológiák biztosítják az üzleti alkalmazások számára a kényelmes, kiegyensúlyozott kevert terheléses, a Linux és Java magas szintű, megbízható és hatékony használatát.
Az, hogy egy nagyszámítógép bekerülési költsége elfogadható-e, az a bekerülési költség megtérülésétől (angol kifejezéssel a „return on investment”, ROI) függ. Egy nagyszámítógép alkalmazásának megtérülése, mint minden más számítógépplatform esetén, alapvetően függ a skálázhatóságától, a kevert terhelés elviselésének módjától, a munkaköltségek csökkenésétől, az üzletileg kritikus alkalmazások megszakítás nélküli rendelkezésre állásától és még sok egyéb más tényezőtől is. Néhány ellenvélemény szerint a modern nagyszámítógépek nem költséghatékonyak. A Sun Microsystems, a Hewlett-Packard és a Dell képviselik ezt a nézőpontot, független szakértők véleményére támaszkodva. Ennek ellenére, az elmúlt évek tapasztalatai azt mutatják, hogy egyedül a nagyszámítógépek képesek (költséghatékonyan) kiszolgálni az államigazgatás és az üzleti területek bizonyos igényeit. Az IBM zSeries és System z9 eladásaiból származó bevételei növekszenek, az árak csökkentése ellenére. A legnagyobb független elemzők, mint például a Gartner, megerősítik ezt a tendenciát. Ezzel kapcsolatosan gyakran hozzák fel példának, hogy a tömegközlekedésben sem helyettesítik a buszokat több személyautóval, mert habár mindkét járműtípusnak megvan a maga költséghatékony felhasználási területe, ezek mégsem esnek egybe.
Nem kérdéses, hogy a közepes nagyságú, mid-range gépek, szerverek is fejlődnek. Logikailag particionálhatóak már alapkiépítésben is, nem csak a nagy teljesítményű Unix-alapú szervereknél. Annak ellenére, hogy a szerverek gyors ütemben fejlődnek, attól még nem lesznek nagyszámítógépes szerverek. Vegyük például azt, hogy a zSeries/z9 szerverek minden utasítást kétszer hajtanak végre, majd összehasonlítják az eredményeket, és ha eltérést/hibát tapasztalnak, akkor bekapcsolnak egy tartalék processzort, és arra irányítják a terhelést, ráadásul mindezt anélkül, hogy az alkalmazások és felhasználók ezt érzékelnék. Ezt követően jelzik a karbantartóknak, hogy cserélni kell a meghibásodott processzormodult, amit működés közben is végre lehet hajtani. Ez a megoldás ritka a mid-range gépeknél. Eddig csak a Tandem Computers alkalmazta egy nagy megbízhatóságú, hibatűrő, leállásmentes, kétprocesszoros gépén. Ebben az architektúrában a két processzor közül egy biztosan végre tudja hajtani az utasításokat. Természetesen nem minden alkalmazás igényli ezt a nagy megbízhatóságú környezetet, de vannak olyanok (pénzügyi tranzakciók, villamos teherelosztó rendszer vezérlése, légiforgalmi irányítás), ahol szükséges ez a biztonsági szint.
Csaknem bizonyos, hogy a nagyszámítógépek értékéről folyó vita folytatódik a jövőben és kiterjed más számítástechnika eszközök értékére is, mint például a PC-kére. A vita valójában 1964-ben kezdődött az IBM System/360 modell bejelentésekor és 40 éve folyamatosan zajlik.
A nagyszámítógépes piac az elemzők szerint hasonló jellemzőket mutat, mint a félvezetők és a nagy légitársaságok piacai. Ezek a piacok hatalmas tőkebefektetéseket igényelnek, és az eredmények a nagy szállítók kis csoportjainál jelentkeznek. Ma még ezek a piacok versenypiacok, mert a technológiai vezetők könnyen változhatnak, és a piac aránytalanul érzékeny a makrogazdasági változásokra. Az üzleti szféra és az államigazgatás hajlamos késleltetni, vagy későbbre halasztani a tőkebefektetéseket gazdasági visszaesés alatt, ha a nagyszámítógépek beszerzéséről van szó.
Egyetértés van abban az elemzők között, hogy a nagyszámítógépes piacot alapvetően az IBM határozza meg. 2006 elején az IBM-é volt a piac 90%-a. A cég 2005 vége felé kezdte el szállítani a piac legnagyobb teljesítményű nagyszámítógépét, a System z9-109, aminek a kifejlesztésére hozzávetőlegesen 1,2 milliárd dollárt fordított. Az IBM jelentős árcsökkentést is végrehajtott: a szoftverárakat 10, a memóriaárakat 20, a Linux- és Java-processzorok árát csaknem 25%-kal csökkentette. Annak ellenére, hogy az IBM uralja a piacot, mégsem az egyetlen szállító. A Unisys a korábbi Sperry és Burroughs termékcsalád alapján gyártja a ClearPath nagyszámítógépét a hozzá hű felhasználók számára. A Fujitsu jelenlegi családja, a Nova, a Unisys ES7000 hardverén alapszik. Az Amdahl 31 bites nagyszámítógép-családja lassan már elöregszik, és nem lesz ellenfele az IBM 64 bites technológiájának. A Hitachi közösen fejleszti az elfogadható árú (100 000 dollár alatti) zSeries 800 nagyszámítógépet az IBM-mel költségmegosztásos alapon. A Hewlett-Packard folytatja az egyedi NonStop rendszerek forgalmazását, amit a Tandem Computers megvásárlásával szerzett meg. A Bull DPS nagyszámítógépei egyelőre csak az európai piacon vannak jelen. Ipari (rém-) hírek szerint egy új (vagy újra belépő) piaci szereplő elkezd IBM-kompatibilis nagyszámítógépeket szállítani.
A Unisys és a HP egyre inkább bízik az Intel CPU-családjában, a fejlesztési költségek csökkentése miatt, és úgy tűnik, ez a stratégia segít a Unisysnek és HP-nek abban, hogy növeljék a nyereségüket. Ellenben az IBM milliárdokat fordít saját fejlesztésű technológiákra, amivel sikerül a felhasználók érdeklődését felkelteniük. Ez egyben az IBM-termékek megkülönböztető jele is.
A nagyszámítógépek beszerzési ára változó, de a legutolsó IBM modell, a zSeries 890 model 110 „200 000 dollár alatt” kezdődik (2005-ös árakon, szoftverek, diszkes és szalagos tárolók nélkül). Ez az ár önmagában félrevezető lehet, ha nem tudjuk, hogy az IBM processzorai „örök tulajdonok”, azaz a felhasználónak csak egyszer kell őket megvásárolni. A későbbi korszerűsítéskor már csak egy korlátozott összeget kell fizetni, és nem kell teljes áron megvenni az új processzorkapacitást. Az ár magában foglal bizonyos karbantartási és szervizszolgáltatásokat is, ami más gyártókra nem jellemző.
A használt nagyszámítógépek piaca kivételesen aktív piac, nagyon hasonló a repülőgépek piacához.

## Története
Néhány gyártó készített csak nagyszámítógépeket 1950 végétől az 1970-ig tartó időszakban. Azokban a dicsőséges időkben az „IBM és a hét törpe”: Burroughs, Control Data Corporation, General Electric, Honeywell, NCR, RCA és a UNIVAC volt piacon. Az 1950-es évekig az IBM főleg katonai célalkalmazásokhoz készített speciális célgépeket. Az első általános célú nagyszámítógépet végül is nem az IBM készítette el, de felismerte a RAND által kidolgozott architektúra nyújtotta lehetőséget. Ezután az IBM váltott, és a célgépek gyártásáról áttért az általános célú nagyszámítógépek gyártására.
Az IBM meghatározó piaci szerepe a 700/7000 sorozatok sikerének köszönhetően megerősödött, később a 360 sorozattal pedig gyakorlatilag egyeduralkodó lett a piacon. A 360-as sorozat volt egyébként az akkori KGST-országok közös számítógéprendszerének (az orosz „Rjad” rövidítéséből R sorozat) „célgépe”.
A későbbi architektúrák folyamatos továbbfejlesztésével alakult ki a jelenlegi zSeries/z9 nagyszámítógépes architektúra. Egyedül a Burroughs és most a Unisys MCP-alapú nagyszámítógépei követik a régi nagyszámítógépes architektúrákat. Elmondhatjuk, hogy bár képesek még futtatni a régi, 24 bites System/360-as kódokat a 64 bites zSeries és System z9 CMOS szerverek, de fizikailag már semmi közös nincs bennük a régebbi rendszerekkel. A legnagyobb későbbi IBM-versenytársakat gyakran emlegették a „The BUNCH” kifejezéssel a cégek nevének kezdőbetűi alapján (Burroughs, UNIVAC, NCR, CDC, Honeywell). A BUNCH egy szójáték, ugyanis az angolban a szó csokrot, fürtöt, csomót jelent.
Néhány fontos, az USA-n kívüli gyártó (volt): a Siemens, illetve a Siemens/Nixdorf és a Telefunken Németországban, valamint az angliai ICL, illetve később a francia Bull.
A piac szűkülése, a verseny keményedése a '80-as években átrendezte a résztvevőket – RCA-t megvette a UNIVAC; a GE kiszállt; a Honeywell-t kivásárolta a Bull; az UNIVAC (a Sperry egy divíziója) később egyesült a Burroughsszal Unisys Corporation néven 1986-ban (ezt hívták akkoriban a „dinoszauruszok nászának”). Az AT&T rövid ideig (1991-ben) az NCR tulajdonosa is volt.
Egy idő után a cégek felismerték, hogy szerverek a mikroszámítógépek bázisán is kifejleszthetőek, így a fejlesztési költségek csökkenthetőkké váltak, a helyi felhasználók pedig jobban ellenőrzésük alatt tarthatták a saját rendszereiket. A buta terminálokat, amelyekkel a nagyszámítógépes rendszerek elérhetőek voltak, lassan kiszorították a személyi számítógép alapú emulátorok, illetve az internetes kapcsolódási lehetőségek. Az új nagyszámítógépes alkalmazások leginkább a pénzügyi szolgáltatások és államigazgatás területére korlátozódtak. Az elemzők megállapították, hogy a nagyszámítógépes piac haldokolni kezdett, mert a nagyszámítógépeket fokozatosan kiszorították a személyi számítógépek.

## A piac újraéledése
Az 1990-es évek vége felé ismét fellendülni látszott az addig haldoklónak tartott nagyszámítógépes piac: új nagyszámítógépeket igénylő felhasználók jelentek meg, előtérbe kerültek a nagyszámítógépes webszerverek a teljesítményükkel, és azzal a képességükkel, hogy kisebb teljesítményű gépek százait tudták helyettesíteni, de kisebb energiafelhasználással és alacsonyabb adminisztrációs költségekkel. Az e-business növekedése hirtelen jelentősen megnövelte a tranzakciófeldolgozásra képes, megbízható, hibatűrő alkalmazások iránti igényt, illetve egyre inkább előtérbe került az adatbázisok áteresztőképességének növelése. Amint a 2004-es év végére az IBM nagyszámítógépekből származó bevételei az árcsökkentések ellenére egyre inkább emelkedni kezdtek a meggyőző (és divatos) TCO-knak (szó szerinti fordításban a „tulajdonlás teljes költsége”, de inkább beszerzési és üzemeltetési költséget jelent) köszönhetően, az elemzők kijelenthették, hogy a piac újraéledt.
2005-ben számos újságcikk foglalkozott az „érzékeny” személyes adatok nyilvánosságra kerülésével, amelyeket a gondatlan adatkezelés számlájára írtak. A legjellemzőbb példa erre a CardSystems, az amerikai hitelkártya-feldolgozó rendszer, amely felfedezte, hogy több százezer (ha nem millió; a valós szám soha sem került nyilvánosságra) hitelkártya-tulajdonos adata került hackerek kezébe, köszönhetően egy, a Microsoft Windows operációs rendszer alatt futó szerverekre bejutott számítógépes féregnek. A CardSystems veszteségét hozzávetőlegesen 2,75 milliárd dollárra becsülték, a pontos szám itt sem került nyilvánosságra. Mivel a pénzintézetek nagyszámítógépeinél ilyen jellegű biztonsági hibák nem léptek fel, több szervezet úgy döntött, hogy az adatkezelési és tárolási szabályaikat felülvizsgálják, és egy adat-újraegyesítési projekt keretében biztonságos tárolórendszereken gyűjtötték össze az adataikat. Másik példa a Comair légitársaság személyzetvezénylő rendszere, amelyet nem nagyszámítógépen működtettek. A rendszer 2004 legforgalmasabb karácsonyi időszakában hibásodott meg. A Comair vezetése ugyan elbocsátotta a felelősöket, de ez nyilvánvalóan nem jelentett megoldást a problémára.
A régi 31 bites rendszerek – ideértve az Amdahl és a Hitachi több modelljét is – cseréje szintén pozitív hatással volt az IBM nagyszámítógépes bevételeire, amikor ezen régi nagyszámítógépek az életciklusuk végére értek.
Egy másik tényező a nagyszámítógépek használatának növekedésében a Linux operációs rendszer, amely képes a legtöbb nagyszámítógépen futni, vagy közvetlenül, vagy virtuális gépeken. A Linux biztosítja a cégek és az államigazgatás számára, hogy kihasználják a nyílt forráskód nyújtotta előnyöket a rendszereik fejlesztésénél. Ezáltal csökkenthetik az egy felhasználóra eső fejlesztési költségeiket, ugyanakkor kihasználhatják a megbízható és biztonságos nagyszámítógépes környezet nyújtotta előnyöket is.
Az IBM termékeinél nehezen ment az áttérés a bipolárisról a CMOS-technológiára, ezért végül csak az 1990-es évek végén kezdett el osztalékot fizetni. Az IBM (és ügyfelei) nem sokáig fizettek már ezután tekintélyes összegeket a vízhűtésért, elkezdődött egy új, korszerűbb 64 bites z/Architecture technológia kifejlesztése. Az IBM kiszélesítette a nagyszámítógépekre alkalmas szoftvereinek ajánlatait, például a DB2 adatbázis kezelő a z/OS-hez valamint a WebSphere. Belépett a nagyszámítógépes szoftvereszközök piacára a segédprogramjaival, menedzsmentprogramjaival, újra versenytárs szeretne lenni abban a piaci szegmensben, ahol más, nálánál innovatívabb szállítók a vezetők.

## Nagyszámítógépek és szuperszámítógépek összehasonlítása
A szuperszámítógépek és a nagyszámítógépek közötti határvonal meghúzása nem egyszerű és nincsenek jól meghatározott szempontok a különbségtételre. Általánosságban igaz, hogy a szuperszámítógépek a korlátozott számítási kapacitások miatti problémák, a nagyszámítógépek pedig a megbízhatósággal és korlátozott ki-bevitelből adódó problémák megoldására készülnek, amint azt a következők is mutatják:
- Mivel a párhuzamos architektúra látható a programozók számára, a szuperszámítógépek programozása gyakran nagyon bonyolult, és speciális, feladatspecifikus szoftvereket és ismereteket igényel. A nagyszámítógépek párhuzamos architektúrája rejtett a programozók elől.
- A szuperszámítógépek nagyon bonyolult, nagy memóriaigényű számítási feladatok végrehajtására optimalizáltak, a nagyszámítógépek viszont egyszerű számítási feladatokra, nagy mennyiségű külső adatbázis elérésre és innen származó adathozzáférésekre optimalizáltak („kevert terhelés”).
- A szuperszámítógépek főként a tudományos és a katonai alkalmazások területén, a nagyszámítógépek pedig az államigazgatási és üzleti alkalmazások területén dolgoznak. Az időjárás-modellezés, a fehérjeláncok elemzése, digitális rajzfilmek és effektek készítése a szuperszámítógépek működési területe. A bankkártya-tranzakciók nyilvántartása, a számlakezelés, népesség-nyilvántartás, ipari folyamatok irányítása a nagyszámítógépek működési területe. (Kivételek ez alól egyes katonai alkalmazások, ahol a kiemelkedő biztonsági követelmények és nagyszámítógépes kapacitások elegendőek.)
- A szuperszámítógépeken gyakran futó alkalmazások kezelni tudják az üzemszüneteket (például globális felmelegedés előrejelzése vagy akadémiai kutatások). A nagyszámítógépes alkalmazások egy részénél előfeltétel a legalább egyéves folyamatos rendelkezésre állás (például repülőjegy-helyfoglalások vagy hitelkártya-tranzakciók feldolgozása és nyilvántartása).
- A szuperszámítógépeket gyakran egy nagyon speciális, elméleti feladat megoldására építik meg. A nagyszámítógépeket általában napi feladatok széles választékának megoldására használják.
- A nagyszámítógépeken kitartóan és széleskörűen támogatják a régebbi szoftverek használatát (IBM-nagyszámítógépeknél még ma is vannak olyan komponensek, amelyeket az 1960-as évek közepén írtak). A szuperszámítógépeknél nem követelmény a „visszafelé kompatibilitás”.
- A nagyszámítógépek esetén gyakori megoldás, hogy számos processzor direkt támogatási célból üzemel a központi processzor(ok) mellett (ki/bevitel támogatása, titkosítás támogatása, monitorozás, memóriakezelés, háttértárkezelés), összességében a processzorok száma lényegesen magasabb, mint ahogyan az általában szokásos. A szuperszámítógépek esetében a tervezők a kiszolgálás „minőségének” javítása helyett a számítási teljesítmény növelését tekintik elsődleges célnak.

A nagy teljesítményű, úgynevezett „high-end” személyi számítógépek és Unix-szerverek esetében gyakran használja néhány szállító/gyártó a „nagyszámítógép” vagy „nagyszámítógép-szerű” kifejezéseket, ezzel is elősegítve a különbségek összemosását. Szerencsére a piac egyértelműen elutasítja ezeket az összemosási törekvéseket, és közösen elfogadott „megállapodás” van arra nézve, hogy csak a valódi nagyszámítógépeket (különösen az IBM zSeries gépeit) tekintik nagyszámítógépeknek.

## Statisztikák
Különböző adatok alapján:
- a nagyszámítógépek 85%-ának a programjait COBOL programozási nyelven írják;
- a nagyszámítógépek 7%-ának a programjait Assembly, C vagy C++ programozási nyelveken írják;
- a nagyszámítógépek 5%-ának a programjait PL/I programozási nyelven írják;
- a nagyszámítógépek 3%-ának a programjait Java és más nyelveken írják.

A Java használata viszonylag gyorsan növekszik (lásd még zAAP, WebSphere és Linux). A nagyszámítógépes COBOL is kibővült számos Web-orientált résszel, mint például XML-értelmezővel.
- A nagyszámítógépek 95%-a z/OS (esetleg OS390) operációs rendszert futtat, a többi HP NonStop szerver vagy UNIX esetleg AIX.
- A mivel a nagyszámítógépekre installált OS egy keretszoftver ezért sok más egyéb termék szükséges a működéséhez alap OS-szoftverek (RACF, JES2/3, HSM, VTAM, TCPIP, BCP, HCD, TSO, SMP, RMF SDSF). A nagyszámítógépeket jellemzően adattárolásra és információ fogadására/küldésére használják (adatbázisok: DB2, IMS DB, ADABAS; tranzakciós szoftverek: IMS DC, CICS, MQ).
- Az 1990-es évek elején a média, valamint több üzleti és számítástechnikai elemző a nagyszámítógépek halálát jósolta. A jóslat nem vált be, sőt, a gyártók folytatták a gyártást és kifejlesztették az internetes üzleti modelleket is.
- A nagyszámítógépekhez tartozó szolgáltatások minősége megfelel az üzletileg kritikus alkalmazásokból eredő elvárásoknak (rövid javítási és/vagy csereidők, javítás alatt is zavartalan működés).
- A 2004-es év végén az IBM bejelentette, hogy 200 új nagyszámítógépes felhasználója van – olyan új felhasználók, akiknek ezt megelőzően nem volt nagyszámítógépük.
- 2012-ben a világ 20 legnagyobb bankjából 17, a 25 legnagyobb biztosítójából 21, a vezető vállalatok 20 legnagyobbjából 15 nagyszámítógépeket használ.

## Sebesség és teljesítmény
A nagyszámítógépes CPU-k sebességét a ma már klasszikusnak számító MIPS-ekben (angolul: million instructions per second) mérik. A MIPS csak egy egyszerű összehasonlításra alkalmas a nagyszámítógépek számítási sebességének és kapacitásának a tekintetében. A kisebb IBM-nagyszámítógépek, a zSeries sorozat gépei körülbelül 26–30 MIPS (z890 Model 110) teljesítményűek, de a System z9-109 Model S54 nagyszámítógép esetében a sebesség már meghaladhatja a 18 000 MIPS értéket is.
Azonban a MIPS-értékek önmagukban félrevezetők a következő okok miatt:
- A processzorarchitektúrák eddig bekövetkezett változásai miatt a MIPS-értékek elvesztették az összes közvetlen kapcsolatot a ténylegesen végrehajtott utasítások számával.
- Egy ilyen „egyszerű” mérőszám, mint a MIPS-érték nem alkalmas arra, hogy a számítógépek különböző üzemmódjai közötti különbségeket figyelembe vegye. A nagyszámítógépek tervezői „kiegyenlített teljesítményre” törekszenek a nagy mennyiségű ki-beviteli műveletek, az online adatbázishozzáférések és a tranzakciófeldolgozások tekintetében. Ezek vizsgálatára, összehasonlítására az úgynevezett benchmarkok szolgálnak és adnak valóban értékelhető eredményeket.

Az IBM hivatalosan is publikálta a saját nagyszámítógépeire az LSPR- (Large System Performance Reference) alapú mérések eredményeit, amelyek különböző típusú terhelések alapján határozhatók meg (adatkezelés, ki-bevitel, aritmetikai számítások, adatbázis-hozzáférések, weblapok generálása stb.).
Az összehasonlításból adódó probléma hasonló például egy Unix-szerver környezetben is, ahol a felhasználók számára a szerver bizonyos típusterhelések szerinti (SpecInt vagy TPC-C) teljesítménye sokkal lényegesebb és többet mondó, mint a CPU órajelfrekvenciája (sebessége) vagy a processzor MIPS-értéke.
Sajnos nem egyszerű megtalálni azt a LSPR-típust, amely legjobban megközelíti a várható terhelési módot és így összehasonlítási alap lehet, ezért az IBM közzéteszi a mért LSPR-értékeket is, de továbbra is megadja a MIPS-értékeket.

## Angol nyelvű hivatkozások
- IBM eServer zSeries mainframe servers Archiválva 2023. november 6-i dátummal a Wayback Machine-ben
- „Mainframe LSPR”
- „The Dinosaur Myth”[halott link]: Arcti jelentés (elemzés)
- Deutsche Bahn (German Rail) Scraps 300 Intel Servers for One Mainframe
- IBM and Compatible Mainframe Specifications Archiválva 2011. július 16-i dátummal a Wayback Machine-ben
- „Arcati nagyszámítógép évkönyv”
- https://web.archive.org/web/20050624075909/http://www.thocp.net/hardware/mainframe.htm

## Fordítás
- Ez a szócikk részben vagy egészben  a   Mainframe computer című angol Wikipédia-szócikk fordításán alapul.  Az eredeti cikk szerkesztőit annak laptörténete sorolja fel. Ez a jelzés csupán a megfogalmazás eredetét és a szerzői jogokat jelzi, nem szolgál a cikkben szereplő információk forrásmegjelöléseként.